# Большой рыбный орёл
Большой рыбный орёл (лат. Icthyophaga ichthyaetus) — вид хищных птиц семейства ястребиных (Accipitridae). Подвидов не выделяют. Распространён в Азии.

## Описание
Большой рыбный орёл достигает длины 61—75 см, размах крыльев 155—170 см. Самки крупнее самцов примерно на 23%, намного тяжелее самцов и весят от 2300 до 2700 г, тогда как самцы весят 1500—1600 г. В окраске оперения половой диморфизм не выражен. У взрослых особей относительно небольшая голова и клюв серые, брюхо и основание хвоста белого цвета; радужная оболочка жёлтая, восковица от серо-коричневого до черновато-серого цвета, а ноги от серовато-белого до бледного желтовато-серого цвета. Молодые особи коричневого цвета, нижняя часть тела обычно с обильными белыми прожилками; радужка коричневая (не жёлтая).

## Распространение и места обитания
Большой рыбный орёл распространён в Азии: Индия, Непал и Шри-Ланка, далее на восток через Индокитай и Малайский полуостров до Больших Зондских островов, Филиппин и Сулавеси. Естественными местами обитания являются равнинные леса, в основном на высоте ниже 300 м над уровнем моря, иногда до 1500 м. Птицы тесно связаны с большими водоемами с пресной водой, особенно с медленными ручьями и большими прудами. Встречается также в реках, водохранилищах и болотах, а в Камбодже — в сезонно затопляемых болотистых лесах; на мангровых болотах и вдоль морских побережий, иногда вблизи эстуариев.